# Outside of Melancholy
「Outside of Melancholy」（アウトサイド・オブ・メランコリー）はfhánaの1枚目のアルバム。2015年2月4日にLantisから発売された。

## 概要
- fhána初のオリジナル・アルバム。初回盤はBlu-ray Disc付きでこれまでのミュージック・ビデオとnano.RIPE、ChouChoと行ったライブ「深窓音楽演奏会」を収録[2][3]。
- 全体の作品を通じて、オリコン週間チャート10位以内にランクインされたのは本作で初となった[1]。

## 収録曲
全作詞：林英樹、作曲：佐藤純一、編曲：fhána（特記以外）
1. Outside of Melancholy 〜憂鬱の向こう側〜 [4:48]
  - ミュージック・ビデオが制作されている。
2. tiny lamp [5:06]
  - 2ndシングル。
3. divine intervention [4:57]
  - 3rdシングル。
4. lyrical sentence [3:08]
5. スウィンギングシティ [3:54]
6. はじまりのサヨウナラ (album version) [4:53]
  - 2ndシングル「tiny lamp」のカップリング。
  - アルバムバージョンとして収録されている。
7. いつかの、いくつかのきみとのせかい [4:06]
  - 4thシングル。
8. Paradise Chronicle [4:50]
  - 作曲：yuxuki waga
9. ARE YOU SLEEPING?  [5:45]
  - 作曲：kevin mitsunaga
  - 4thシングル「いつかの、いくつかのきみとのせかい」のカップリング。
10. ケセラセラ [5:00]
  - 1stシングル。
11. innocent field [5:02]
  - 作曲：yuxuki waga
  - 3rdシングル「divine intervention」のカップリング。
12. 君という特異点 [singular you] [5:19]
  - 1stシングル「ケセラセラ」のカップリング。
13. 星屑のインターリュード [6:27]
  - 5thシングル。
14. white light [7:04]

### 初回限定盤Blu-ray Disc
1. Outside of Melancholy 〜憂鬱の向こう側〜
2. 星屑のインターリュード
3. いつかの、いくつかのきみとのせかい
4. divine intervention
5. tiny lamp
6. ケセラセラ
7. tiny lamp（2014.9.23 深窓音楽演奏会 at Shinjuku BLAZE）
8. 星屑のインターリュード（2014.9.23 深窓音楽演奏会 at Shinjuku BLAZE）
9. kotonoha breakdown（2014.9.23 深窓音楽演奏会 at Shinjuku BLAZE）

## 演奏
- 佐藤純一：Sound Produce, Keyboards, Guitar, Vocal, Chorus
- yuxuki waga：Sound Produce, Guitar
- kevin mitsunaga：Sound Produce, Sampler, Glockenspiel
- towana：Vocal, Chorus
- 田辺トシノ：Bass (#1.2.3.5.7.12.13)
- 玉田豊夢：Drums (#1)
- 大先生室屋 (室屋光一郎)ストリングス：Strings (#1.3.7.13.14)
- 川本新：Strings Arrangement (#1.2.3.7.12.13.14)
- 後藤雄一郎カルテット：Strings (#2.12)
- ミト (クラムボン)：Bass (#4.8)
- 矢口博康：Alto Sax (#5.11)
- 渡辺等：Bass (#9.14)